# Dreieinigkeitskirche (Lichtenau)

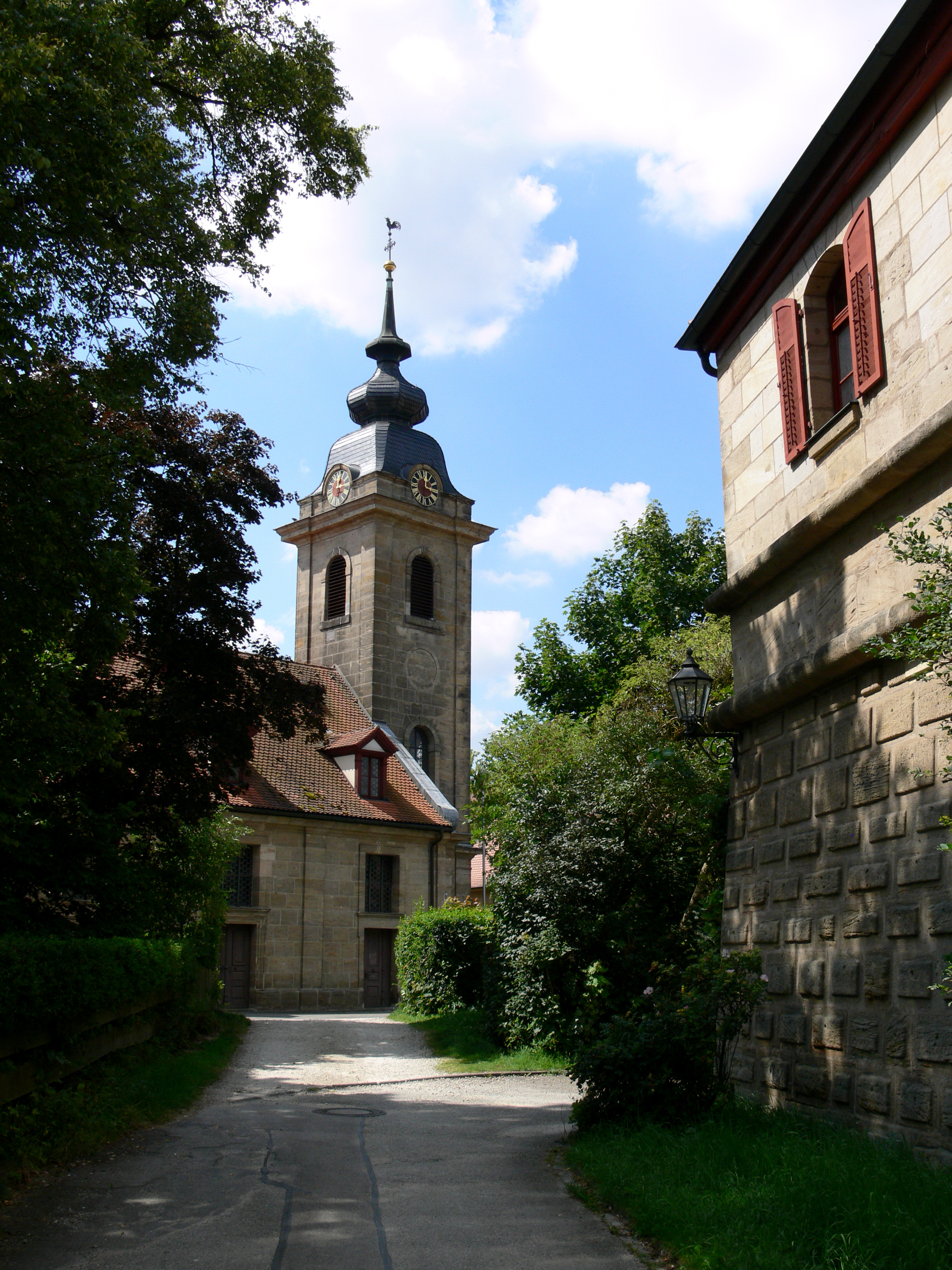
Die Dreieinigkeitskirche in Lichtenau

Die Dreieinigkeitskirche (ⓘ) ist eine nach der Heiligen Dreieinigkeit benannte evangelisch-lutherische Kirche in Lichtenau (Dekanat Windsbach).

## Kirchengemeinde
Das Patrozinium lautete ursprünglich auf die heilige Barbara von Nikomedien. St. Barbara war ursprünglich eine Filiale von St. Alban (Sachsen bei Ansbach).
Am 2. Juli 1809 kamen die Orte Boxbrunn, Stritthof und Weickershof von Sachsen hinzu, 1857 Ballmannshof von Wolframs-Eschenbach und 1936 schließlich Herpersdorf von Sachsen. Bis 1810 gehörte die Pfarrei Lichtenau zum Dekanat Leutershausen. Zu diesem Zeitpunkt hatte sie 283 Gemeindeglieder.
2009 sind es 1614 Mitglieder.

## Baugeschichte
Unter der Bauleitung von Christoph Theophilus Volkamer wurde die Kirche im spätbarocken Stil 1724 in nur einem Jahr errichtet. Sie diente als Ersatz für die 1688 aus militärischen Gründen abgetragene Kirche St. Barbara. Von der alten Kirche wurden lediglich drei Glocken (1615/16 bzw. die Taufglocke im zweiten Drittel des 16. Jahrhunderts) übernommen, von denen zwei heute noch läuten. Die gesamte Inneneinrichtung (Altar, Kanzel, Taufstein, Chorgestühl) stammt ebenfalls aus dem Jahr 1724. Eine Innenrenovierung erfolgte in den Jahren 1956/57, eine Außenrenovierung 1989/90.